# SeaWorld Orlando
SeaWorld Orlando (укр. Морський світ Орландо) — тематичний парк і морський зоологічний парк, розташований в Орландо, штат Флорида. Попри те, що він розташований окремо, його часто рекламують разом із сусідніми парками Discovery Cove та Aquatica, а також Busch Gardens Tampa Bay, усіма з яких володіє та управляє SeaWorld Parks &amp; Entertainment. У 2022 році SeaWorld Orlando прийняв близько 4,45 мільйона гостей, що зробило його десятим найвідвідуванішим парком розваг у Сполучених Штатах.

## Історія
SeaWorld Orlando відкрився 15 грудня 1973 року як третій парк мережі SeaWorld і лише через 2 роки після відкриття тематичного парку «Чарівне Королівство» у Всесвітньому центрі відпочинку Волта Діснея. Це зробило Центральну Флориду місцем відпочинку з кількома парками. SeaWorld був проданий у 1976 році компанії Harcourt Brace Jovanovich, а потім компанії Anheuser-Busch, власникам Busch Gardens, у 1989 році.
Busch мала більший досвід роботи з тематичними парками, тому розвинула SeaWorld у конкурентний та агресивний спосіб, перетворивши його з парку розваг на парк, що базується на атракціонах. Парк приєднався до започаткованої Діснейлендом хвилі симуляторів атракціонів у 1992 році з атракціоном Місія: Бермудський Трикутник (пізніше перейменовано в Дику Арктику). Перші в США комбіновані американські гірки та атракціон Подорож до Атлантиди були встановлені в 1998 році. У 2000 році до парку було додано Kraken, американські гірки Bolliger & Mabillard без підлоги. Летючі гірки Manta з’явилися в парку у 2009 році та отримали нагороду Theme Park Insider Award як найкращий новий атракціон.